# 丹羽ジャコベ
丹羽ジャコベまたはヤコブ丹羽（Jacob NIWA, 天正7年（1579年） - 崇禎11年9月19日（1638年10月26日）は、安土桃山時代から江戸時代前期（明代）のキリシタン画家。漢名は倪雅各。

## 生涯
天正7年（1579年）、中国人の父、日本人の母のあいだに生まれる。肥前国有馬（現在の長崎県南島原市（旧北有馬町））のセミナリヨに入り、そこで天正11年（1583年）に来日したイタリア人修道士ジョバンニ・ニコラオに洋画（南蛮画）の技法を学んだ。
慶長6年（1601年）、カトリック教会における明の布教長であったマテオ・リッチの要請をうけた日本巡察使アレッサンドロ・ヴァリニャーノの指示によって、聖像を描くため明のマカオに派遣された。マカオでは、聖パウロ協会の被昇天の聖母像を描いている。翌万暦30年（1602年）には、北京に赴いて聖母子像を描き、その作品は万暦帝に献上された。万暦34年（1606年）には、マテオ・リッチのもとでイエズス会に入会している。
万暦38年（1610年）、南昌にある2つの聖堂のキリスト画とマリア画を描き、翌万暦39年（1611年）には再び北京に赴いて使徒や天使らに囲まれた救世主図を描いている。
その後も明に滞在し、崇禎11年（1638年）にマカオにて60歳で死去した。
なお、東京大学総合図書館には丹羽の筆になる銅板油彩の救世主像が所蔵されている。